# Esquiú (kommunhuvudort i Argentina)
Esquiú är en kommunhuvudort i Argentina.   Den ligger i provinsen Catamarca, i den centrala delen av landet, 900 km nordväst om huvudstaden Buenos Aires. Esquiú ligger 242 meter över havet och antalet invånare är 1 019.
Terrängen runt Esquiú är platt. Runt Esquiú är det mycket glesbefolkat, med 4 invånare per kvadratkilometer.. Det finns inga andra samhällen i närheten.
Omgivningarna runt Esquiú är i huvudsak ett öppet busklandskap.